# Bering-Gletscher
Der Bering-Gletscher ist ein Gletscher im US-amerikanischen Bundesstaat Alaska. Mit einer Länge von 76 km ist er der größte Gletscher Nordamerikas. Er fließt etwa 10 km entfernt vom Golf von Alaska in den südlich des Wrangell-St.-Elias-Nationalparks gelegenen Vitus Lake und wird vom Bagley Icefield gespeist.

## Rückgang des Gletschers
Das Ende des Gletschers hat sich seit dem Jahre 1900 zwar um etwa 12 km zurückgezogen, jedoch weist er – wie andere Gletscher in der Region auch – in zeitlich unregelmäßigen Abständen (ungefähr alle 20 Jahre) Wogen auf, die seine Strömungsgeschwindigkeit erhöhen, wodurch das Ende weiter vorrückt. Auf diese Wogen folgt in der Regel ein Rückgang, der trotz der periodischen Fortschritte zu einer Rückbildung des Gletschers führt. Der Rückgang des Bering-Gletschers hat sich in den 1990er Jahren – als mögliche Folge der globalen Erwärmung – beschleunigt. Wissenschaftler der Michigan Technological University, die mit dem United States Geological Survey und Bureau of Land Management zusammenarbeiten, haben im Jahr 2007 herausgefunden, dass der Bering-Gletscher jährlich etwa 30 km3 Wasser freigibt.

## Verursachung von Erdbeben
Mit dem Rückgang der Gletscher wurde eine Erhöhung der Häufigkeit von Erdbeben in der Region festgestellt. Die Eismasse der Gletscher ist ausreichend, um die Erdkruste niederzudrücken und somit die Grenze zwischen den tektonischen Platten zu stabilisieren. Verlieren die Gletscher jedoch an Masse, wird der durch das Eis auf die Erdkruste ausgeübte Druck ebenfalls verringert. Aufgrund der reduzierten Bodenverdichtung können sich die Platten freier bewegen und die Wahrscheinlichkeit einer Kollision steigt. Auf diese Weise sind die Wrangell Mountains und Eliaskette entstanden, nämlich durch Zusammenstöße der Pazifischen und Nordamerikanischen Platte.

## Bering Glacier Program
Das Michigan Tech Research Institute arbeitete bis 2008 an dem sogenannten Bering Glacier Program. Dabei wurden unter anderem der Rückgang des Gletschers und seine hydrologische Zusammensetzung erforscht. Zwecks Erfassung seismischer Wellen wurde zudem eine weitere Forschungsstation errichtet.

## Verweise